# Gry liczbowe
Gry liczbowe – gry, w których wygraną uzyskuje się poprzez wytypowanie odpowiednich liczb lub innych oznaczeń.
Wysokość wygranych zależy od łącznej kwoty wpłaconych stawek. Zazwyczaj na wygrane przeznacza się nie mniej niż 50% wpłaconych stawek.